# Waltraud Gebert Deeg
Waltraud Gebert, coniugata Deeg (Prato all'Isarco, 9 dicembre 1928 – Brunico, 31 gennaio 1988), è stata una politica italiana di lingua tedesca, che ha sempre militato nelle file della Südtiroler Volkspartei.
Nel 1964, Gebert Deeg e Lidia Menapace (per la Democrazia Cristiana) furono le prime donne ad essere elette nel consiglio provinciale di Bolzano. Ambedue saranno poi le prime donne ad entrare nella giunta provinciale, in quella stessa legislatura: Menapace fu nominata assessore alla Sanità e Attività sociali, e Waltraud Gebert Deeg fu la sua vice.
Due anni più tardi, fondò la SVP-Frauenbewegung, il movimento femminile della Südtiroler Volkspartei.
Fu assessore supplente anche nella successiva legislatura 1968-1973, per poi divenire assessore alla sanità e agli affari sociali per due legislature, dal 1973 al 1983.
È stata poi eletta alla presidenza del consiglio provinciale nella prima metà della successiva legislatura 1983-1988, e vicepresidente nella seconda metà (la presidenza, nel consiglio della provincia di Bolzano, va per metà legislatura ad un consigliere di lingua tedesca, nell'altra metà ad uno di lingua italiana), prima donna a ricoprire entrambe le cariche. Morì nel gennaio del 1988, a pochi mesi dal termine del suo mandato.
Molto attiva nel sociale anche al di fuori della politica, fu tra i fondatori della Croce Bianca, ente di assistenza e di trasporto dei malati, dell'associazione provinciale delle famiglie cattoliche, del VKE (associazione per lo sviluppo del bambino attraverso il gioco), del centro assistenza per i malati di tumore.
Ha seguito le impronte della madre in politica anche la figlia Waltraud Deeg che, sempre nelle file della Südtiroler Volkspartei, è stata consigliere e assessore al comune di Brunico, e consigliere provinciale.